# Факих Усман
Киай Хаджи Факих Усман (индон. Fakih Usman; faˈkɪh ʊsˈman, 2 марта 1904 года, Гресик — 3 октября 1968 года, Индонезия) — индонезийский религиозный и политический деятель. Министр по делам религии Республики Индонезии в составе Соединённых Штатов Индонезии (1950). Министр по делам религии унитарной Индонезии (1952—1953). Председатель исламской организации «Мухаммадия» (1968).
Родился в семье купца в Гресике, получил образование в песантрене(исламской школе-интернате). В 1925 году вступил в «Мухаммадию», в 1938 году стал главой сурабайского отделения. Параллельно занимался политической деятельностью. В 1937 году стал казначеем Индонезийской исламской ассоциации — объединения нескольких исламских организаций, включая «Мухаммадию». Продолжал заниматься политической и общественной деятельностью во время японской оккупации и войны за независимость, став членом партии Машуми. На посту министра по делам религии курировал реорганизацию министерства и реформу религиозного образования. На протяжении двух десятилетий был заместителем председателя «Мухаммадии»; в 1968 году, незадолго до смерти, избран председателем организации.

## Ранние годы жизни
Факих Усман родился 2 марта 1904 года в восточнояванском городе Гресик в семье лесоторговца Усмана Искандара. Его мать происходила из семьи улемов. Кроме Факиха, в семье было ещё трое детей. Семья не имела большого достатка и жила скромно. Под руководством отца Факих с раннего детства начал изучать основы ислама. В десятилетнем возрасте он поступил в гресикский песантрен (исламскую школу-интернат), где проучился 4 года. В 1919 году он продолжил своё образование в других песантренах, расположенных недалеко от Гресика.

## Начало работы в «Мухаммадии»
С помощью отца Факих, параллельно с учёбой, начал заниматься торговлей. В 1922 году, когда в Гресике появилось неофициальное отделение исламской организации «Мухаммадия», он стал одним из наиболее активных его участников. Возглавив это отделение три года спустя, он договорился о признании гресикского отделения со стороны центрального руководства «Мухаммадии». Позже он был переведён в отделение города Сурабая, где в 1929 году его избрали членом городского совета. Одновременно с общественной деятельностью Факих продолжал развивать свой бизнес; к этому времени он занимался торговлей стройматериалами, владел магазином товаров для судостроения, а также работал в местной торговой палате.
С 1932 по 1936 годы Факих был членом регионального совета и Комитета по правовым вопроса «Мухаммадии», а также редактором официального журнала организации «Бинтанг Ислам» (индон. «Bintang Islam» — «Звезда ислама»). В это время он приобрёл личный автомобиль, считавшийся в Голландской Ост-Индии предметом роскоши, и постоянно ездил на нём из Гресика, где находился офис его компании, в Сурабаю и обратно. Свободное время Факих посвящал изучению нидерландского языка и работ исламского модернистского теоретика Мухаммада Абдо. Деятельность Факиха в «Мухаммадии» и его приверженность модернистскому исламу не одобрялись консервативными мусульманами Гресика, давшими ему прозвище «Чернозадый голландец» (яв. Londho silit ireng); также они неоднократно бросали камни в окна его дома.
21 сентября 1937 года в Сурабае состоялось совещание руководства нескольких исламских организаций, среди которых были «Мухаммадия», Нахдатул Улама и Сарекат Ислам; на нём было создано объединение, получившее название Индонезийская исламская ассамблея (ИИА; индон. Majilis Islam Ala Indonesia, MIAI). Факих был назначен казначеем ИИА. Одновременно он продолжал работу в «Мухаммадии», сменив в 1938 году Маса Мансура на посту главы сурабайского отделения. В сентябре 1940 года Факих был избран в секретариат ИИА, после чего оставил посты главы отделения и члена городского совета Сурабаи.

## Работа в партии Машуми и участие в войне за независимость
В 1942 году в Голландскую Ост-Индию вторглись японские войска, и 9 марта 1942 года руководство колонии капитулировало перед оккупировавшими страну японцами. Оккупантами была запрещена любая политическая деятельности, и в мае 1942 года ИИА была распущена. 5 сентября 1942 она была восстановлена на совещании 30 улемов, состоявшимся в отеле Des Indes в Джакарте, и была признана оккупационной администрацией в качестве единственной официальной исламской организации Индонезии. В конце 1943 года ИИА была переименована в Совет индонезийских мусульманских ассоциаций (индон. Majelis Syura Muslimin Indonesia), более известный по акрониму Машуми (индон. Masyumi). В Машуми, как и в ИИА, Факих занимал достаточно высокое положение, сочетая при этом общественную деятельность со службой в созданном японцами консультативном совете Сурабаи.
После того, как 17 августа 1945 года Республика Индонезия (РИ) провозгласила свою независимость, Факих начал устанавливать контакты с новым республиканским правительством. Он принял участие в Индонезийской исламской конференции (индон. Muktamar Islam Indonesia), прошедшей в Джокьякарте с 7 по 8 ноября 1945 года, на которой Машуми была преобразована в политическую партию. После конференции он вернулся в Гресик, однако вскоре из-за начавшихся боевых действий между индонезийцами и голландско-британскими экспедиционными силами, был вынужден перебраться в Маланг. В Маланге Факих, совместно с Машкуром и Зайнулом Арифином начал организовывать вооружённое сопротивление оккупантам, состоявшее из бойцов обученных японцами мусульманских отрядов, став заместителем командующего сопротивлением. После того, как в декабре 1948 года голландцы начали новое широкомасштабное наступление на Индонезию, Факих с семьёй бежал в Суракарту. Там он вновь включился в работу «Мухаммадии», став заместителем председателя организации Багуса Хадикусумо, курировавшим связи головного офиса «Мухаммадии» в Джокьякарте и суракартского отделения.

## На посту министра по делам религии

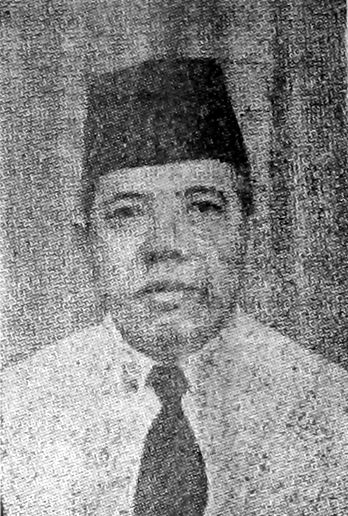
Факих на посту министра по делам религии. 1952 год

27 декабря 1949 года на территории бывшей Голландской Ост-Индии была образована Республика Соединённые Штаты Индонезии (РСШИ) — федеративное государство, созданное по итогам соглашения между РИ и Нидерландами. Она включала в себя РИ (за которой сохранились лишь части островов Ява и Суматра) и 15 штатов, созданных при поддержке голландцев. 21 января 1950 года Факих стал министром по делам религии в правительстве РИ в составе РСШИ, сменив на этом посту Машкура. Совместно с министром по делам религии РСШИ и лидером Нахдатул Улама Вахидом Хашимом он занимался составлением программ для религиозных школ, а также программ для светских школ по религиозному воспитанию. 17 августа 1950 года РСШИ была ликвидирована, а все составляющие её штаты вошли в состав РИ; объединённое министерство по делам религии возглавил Вахид Хашим, а Факих был назначен директором департамента религиозного образования.
В 1951 году в Машуми возникли разногласия между партийным руководством и лидерами организации Нахдатул Улама, которые считали, что руководство Машуми делает слишком большой акцент на политической деятельности, в ущерб принципам ислама. Выход Нахдатул Улама из Машуми в апреле 1952 года привёл к краху кабинета Натсира и отставке Вахида Хашима с поста министра по делам религии. На освободившийся министерский пост Машуми предложила кандидатуру Факиха. 3 апреля 1952 года он, вместе с новым кабинетом Вилопо, был приведён к присяге. Вскоре после этого Факих вместе с семьёй окончательно переехал в Джакарту. После своего назначения он объявил о начале реорганизации министерства, подчеркнув при этом, что его основной задачей будет являться обеспечение деятельности религиозного образования, поддержка межконфессионального диалога, а также установление дат религиозных праздников. При нём было произведено упорядочивание структуры министерства, а также открыт ряд его отделений на местах. Кроме того, благодаря Факиху индонезийские мусульмане получили возможность совершать хадж. 30 июля 1953 года Факих ушёл в отставку вместе со всем кабинетом Вилопо; на посту министра по делам религии его сменил Машкур.

## Дальнейшая деятельность

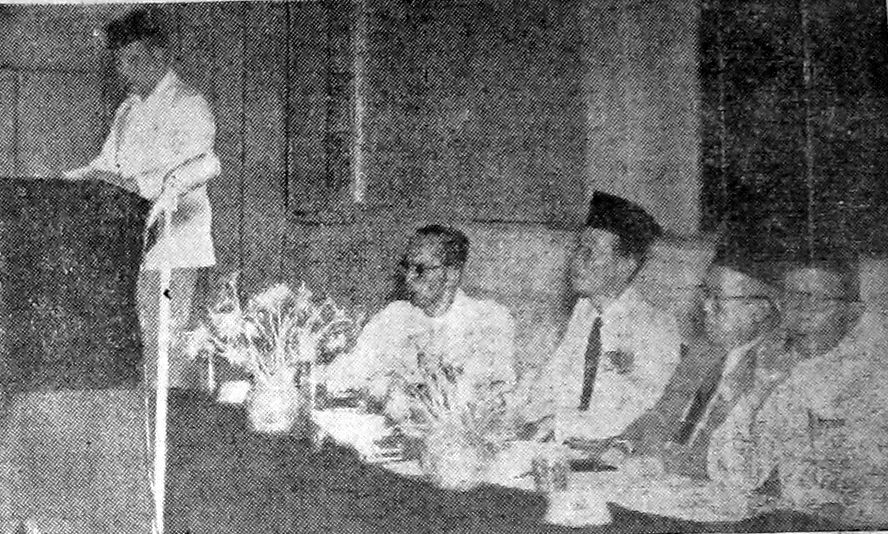
Факих произносит речь на митинге «Мухаммадии». 1952 год

После отставки с министерского поста Факих стал первым заместителем председателя «Мухаммадии» Ахмада Сутана Рашида Масура. В 1956 году стал, совместно с ещё двумя членами руководства Мухаммадии, автором концепции нового исламского общества, в которой была особо подчёркнута роль социального образования. В 1955 году Факих был избран депутатом Учредительного собрания, оставаясь им до роспуска Учредительного собрания в 1959 году. В том же году он, в сотрудничестве с Хамка, Юсуфом Пуаром Абдуллахом и Ахмадом Юсуфом начал издавать журнал «Pandji Masjarakat» («Знамя общества»). В 1958 году, во время восстания под руководством Революционного правительства Республики Индонезии (РПРИ), участвовал в переговорах между РПРИ и правительством.
17 августа 1960 года партия Машуми была распущена президентом Сукарно из-за поддержки её руководством мятежа РПРИ. Это позволило Факиху сосредоточиться на своей работе в «Мухаммадии», где он, к тому времени, был вторым заместителем председателя Юнуса Аниса. Он часто выступал с программными заявлениями, разъясняющими его видение курса «Мухаммадии»; так, в лекции 1961 года «Что такое «Мухаммадия»?» (индон. «Apakah Muhammadiyah Itu») он говорил, что основной целью организации является проповедь ислама (дават), и что для достижения процветания ислама «Мухаммадия» должна сосредоточиться на решении реальных проблем мусульман, сотрудничая при этом с правительством. В выступлениях 1962 года он конкретизировал вышеназванные положения, заявив, что «Мухаммадия» должна стремиться к построению справедливого исламского общества, отказавшись при этом от любого сотрудничества с левыми политическими силами.
С 1962 по 1965 годы Факих занимал должность первого заместителя председателя «Мухаммадии» Ахмада Бадави. После событий 30 сентября 1965 года и последующей смены власти в стране Факих, в числе других лидеров «Мухаммадии», подписал обращение к правительству с просьбой о восстановлении Машуми в реформированном виде; правительство не поддержало эту идею. После того, как в 1965 году Бадави был переизбран на второй срок, Факих служил в качестве его советника. В 1968 году на 37-м съезде Мухаммадии он был избран председателем организации.

## Смерть и наследие
Вскоре после того, как Факих был избран председателем, его здоровье пошатнулось и он начал подыскивать себе преемника. 2 октября 1968 года в его доме состоялось совещание руководства Мухаммадии, на котором он изложил свои планы по руководству организацией. Однако, эти планы не были претворены в жизнь: назначив Рашиди и Абдула Розака Фахруддина временными руководителями организации, Факих отбыл за границу на лечение, но не успел выехать из страны и скончался 3 октября. После его смерти председателем Мухаммадии был избран Абдул Розак Фахруддин, который занимал этот пост в течение 21 года.
Личность Факиха Усмана по-прежнему пользуется уважением среди мусульман Индонезии вообще и среди членов «Мухаммадии» в частности. Дидин Шафруддин (индон. Didin Syafruddin), преподаватель Джакартского исламского государственного университета, отмечает высокую образованность Факиха, а также его стремление дать образование детям; пять из семи его детей впоследствии получили докторскую учёную степень. Также Шафруддин оправдывает Факиха за то, что он не провёл более масштабных реформ во время пребывания в должности министра, объясняя это нехваткой людских ресурсов в его распоряжении. Бывший председатель «Мухаммадии» Ахмад Шафии Маариф называет Факиха «спокойной и чистой водой» (индон. ... air tenang yang menghanyutkan), умиротворившей «Мухаммадию» во время кризиса организации.
В память Факиха Усмана одна из улиц его родного города Гресик носит его имя.